# First Day of My Life (The Rasmus)
First Day of My Life is een nummer van de Finse rockband The Rasmus. Het is in Europa de tweede single van hun vijfde studioalbum Dead Letters.
Het nummer bereikt de 4e plaats in hun thuisland Finland. In de Nederlandse Top 40 haalde het nummer de 13e positie, en in de Vlaamse Ultratop 50 de 31e.